# Kolofo'ou No.1
El Kolofo'ou No.1 es un equipo de fútbol de Tonga que juega en la Primera División de Tonga, la máxima categoría de fútbol en el país.

## Historia
Fue fundado en el año 1965 en la ciudad de Kolofo'ou y es uno de los equipos fundadores de la Primera División de Tonga en la temporada 1969/70, en la cual se convirtió en el primer campeón de fútbol del país.
Posteriormente el club ganó otros dos títulos de manera consecutiva, aunque en la edición de 1971/72 compartió el título con el Veitongo A y el Ngele'ia FC, con lo que se convirtió en el equipo de fútbol más exitoso de Tonga durante la década de los años 1970s.

## Palmarés
- Primera División de Tonga: 5

1969-70, 1970-71, 1972, 1974, 1975

## Jugadores

### Jugadores destacados
- Solomone Moa
- Hatene Manu
- Timote Moleni